# Bingelurt
Bingelurt (Mercurialis) er en lille slægt, som er udbredt i Europa, Mellemøsten og Nordafrika. Her omtales kun de arter, som er vildtvoksende i Danmark.
| Arter |

- Almindelig bingelurt (Mercurialis perennis)
- Enårig bingelurt (Mercurialis annua)